# Leonardo Alenza

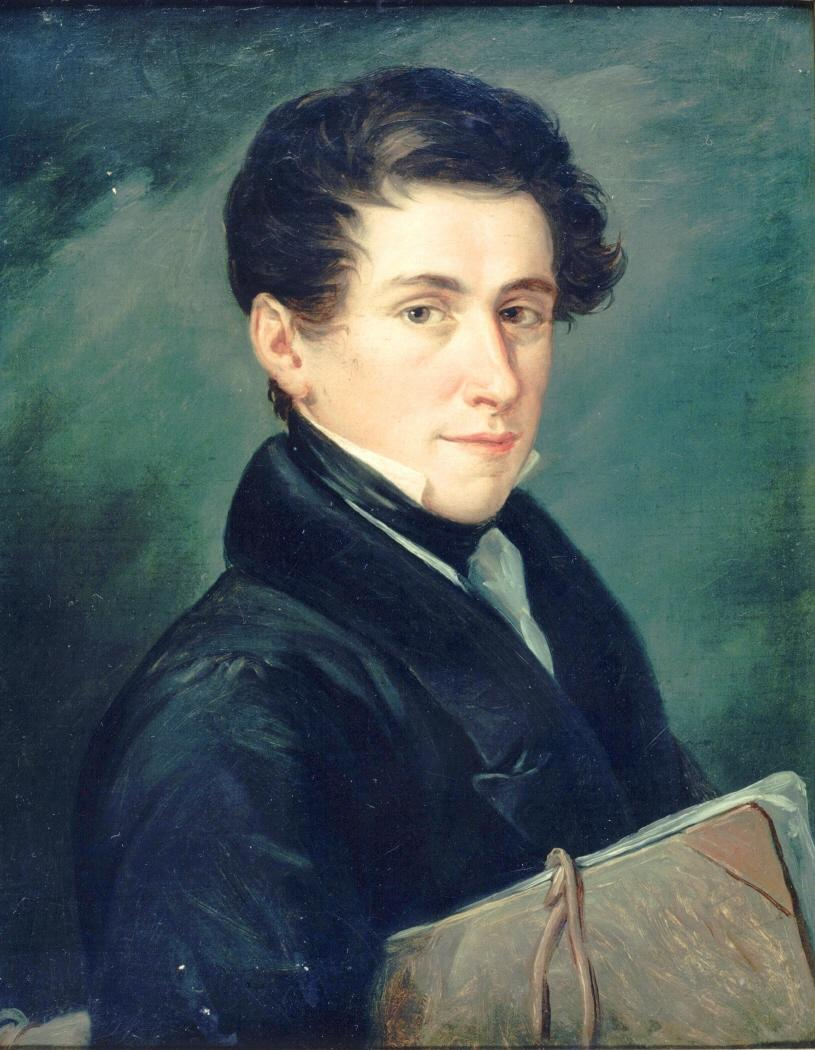
Zelfportret, 1824

José Leonardo Alenza y Nieto (Madrid, 6 november 1807 - aldaar, 30 juni 1845) was een Spaans kunstschilder. Hij wordt gerekend tot de stroming van de romantiek.

## Leven en werk
Alenza was de zoon van een ambtenaar en studeerde aan de Real Academia de Bellas Artes de San Fernando te Madrid. Aanvankelijk werkte hij vooral als portretschilder. In 1833 kreeg onder de opdracht om Isabella II van Spanje te portretteren, toen drie jaar oud. Later schakelde hij over op genrewerken, veelal over het typisch Spaanse leven, vaak in een historische context, geschilderd in een exorbitante romantische stijl, beïnvloed door Francisco Goya. 
In 1838 begon hij tekeningen en gravures te maken voor het literaire tijdschrift Semanario Pintoresco Español, vaak met een satirische inslag. Later illustreerde hij ook literaire werken, waaronder Gil Blas van Alain-René Lesage en de werken van Francisco de Quevedo. Hij overleed in 1838 aan tuberculose, slechts 37 jaar oud. De laatste maanden van zijn leven verbleef hij in een koeienstal, omdat hij de overtuiging had dat de stallucht genezend werkte.
Werken van Alenza zijn onder andere te zien in het Museo Nacional del Prado, het Museo Cerralbo en het Museo Lázaro Galdiano te Madrid, en in het Museo de Bellas Artes de Bilbao.

## Galerij

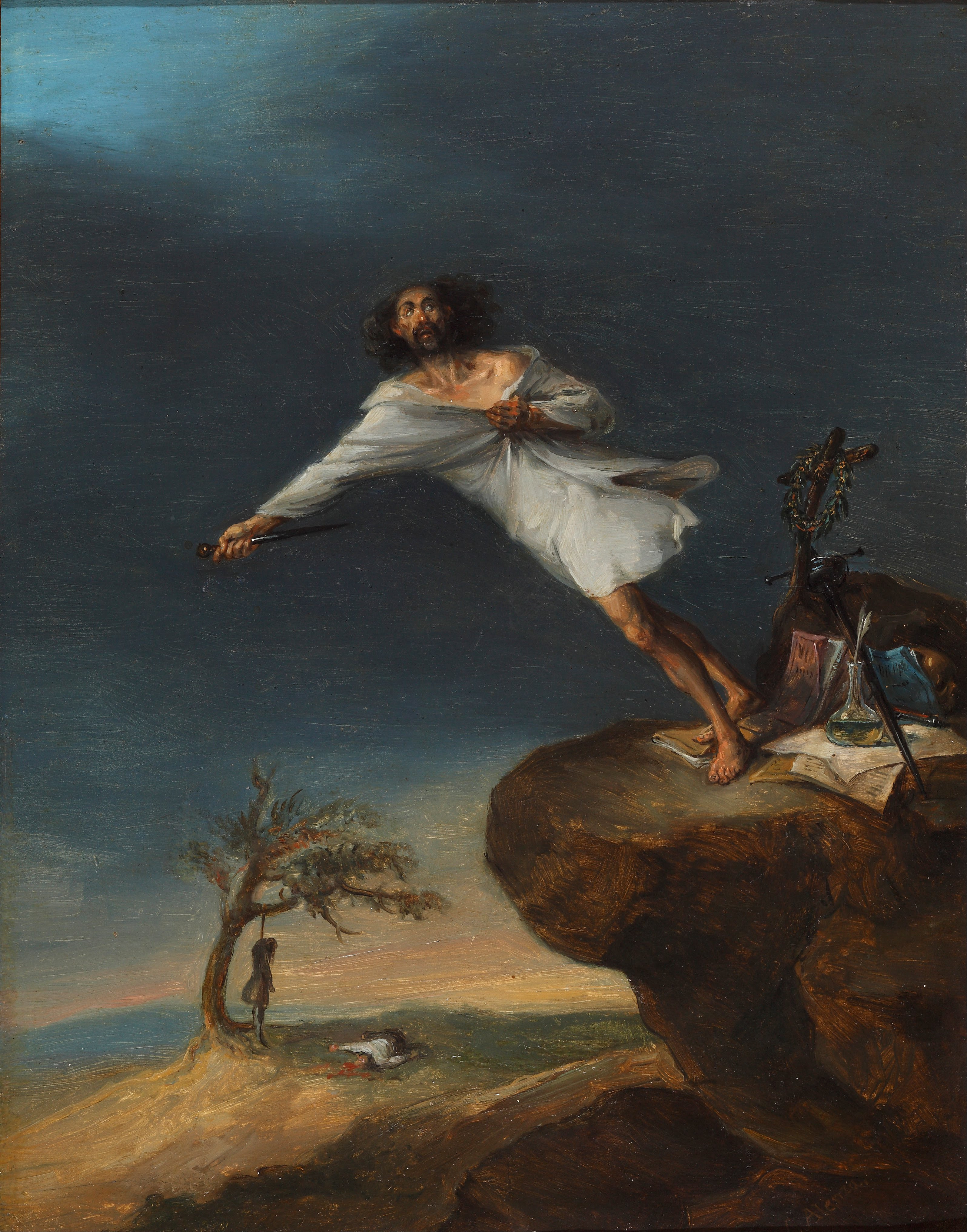
Satire op een romantische zelfmoord
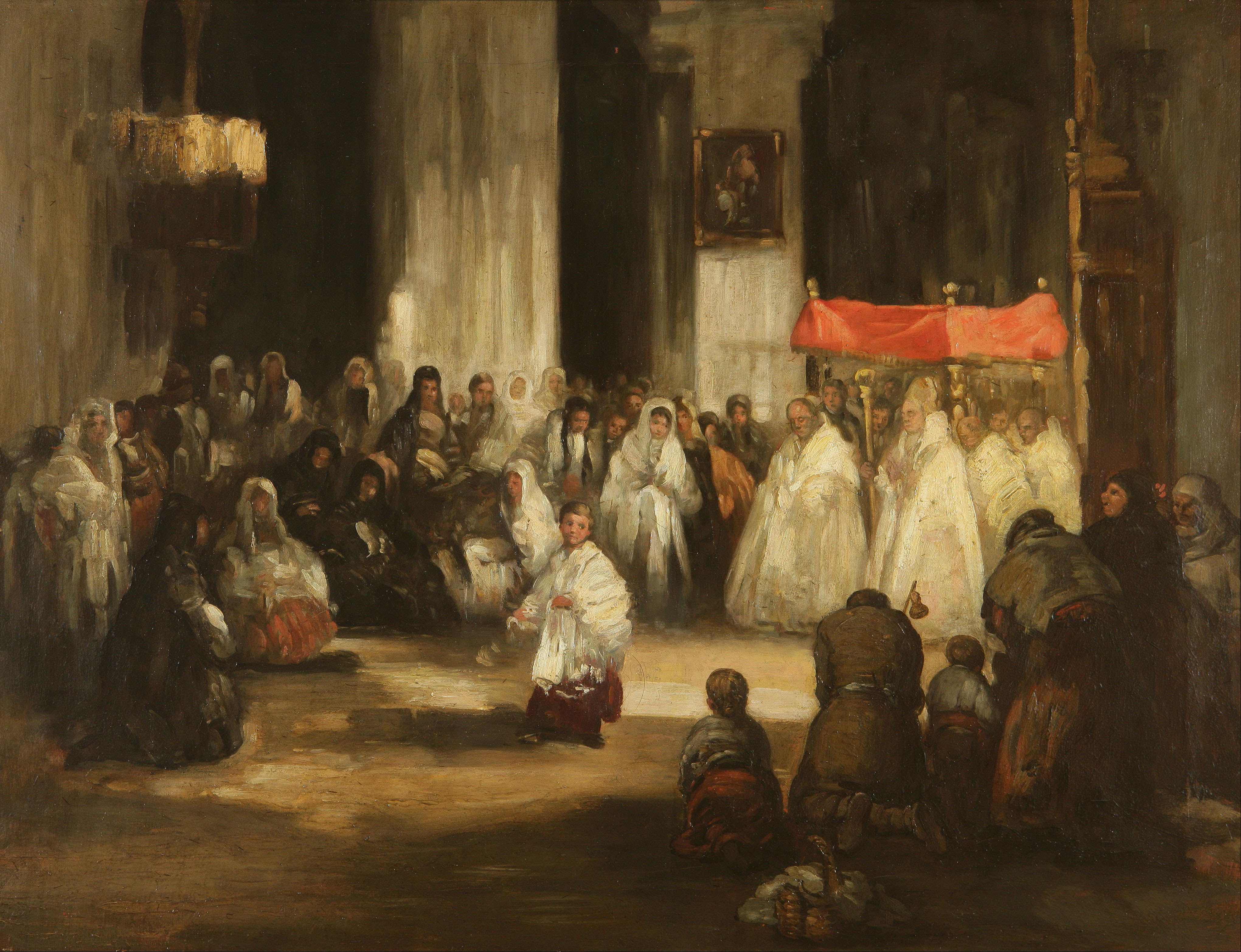
Grote God
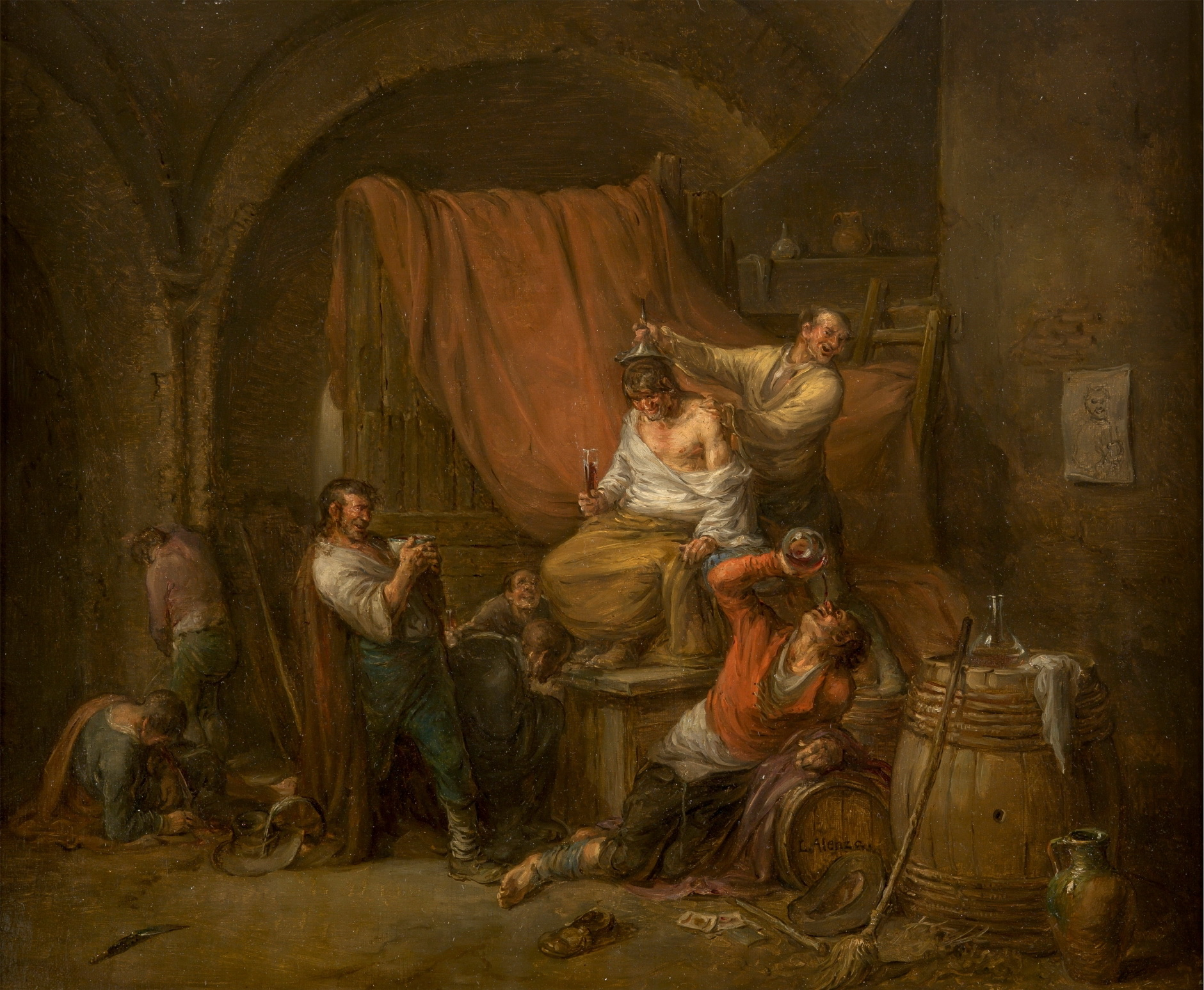
Trimf van Backus